# Euthycerina
Euthycerina är ett släkte av tvåvingar. Euthycerina ingår i familjen kärrflugor.
Kladogram enligt Catalogue of Life:
| Euthycerina | \| \| Euthycerina pilosa \| \| \| \| \| \| Euthycerina vittithorax \| \| \| \| |
|             | \| \| Euthycerina pilosa \| \| \| \| \| \| Euthycerina vittithorax \| \| \| \| |
|             | Euthycerina pilosa                                                             |
|             |                                                                                |
|             | Euthycerina vittithorax                                                        |
|             |                                                                                |